# سیارک ۵۱۹۵
سیارک ۵۱۹۵ (به انگلیسی: 5195 Kaendler، نامگذاری:3289T-1) پنج هزار و صد و نود و پنجمین سیارک کشف شده‌است که در ۲۶ مارس ۱۹۷۱ کشف شد.
قدر مطلق سیارک برابر ۱۳٫۸۰ است.